# دبی وایزمن
دبی وایزمن (انگلیسی: Debbie Wiseman؛ زادهٔ ۱۰ مهٔ ۱۹۶۳) آهنگ‌ساز بریتانیایی فیلم و تلویزیون است.